# Myiodactylus lyriformis
Myiodactylus lyriformis is een insect uit de familie van de Nymphidae, die tot de orde netvleugeligen (Neuroptera) behoort. 
Myiodactylus lyriformis is voor het eerst wetenschappelijk beschreven door New in 1988.